# Jackie Tyler
Jackie Tyler es un personaje de ficción interpretado por Camille Coduri en la serie británica de ciencia ficción Doctor Who. El personaje, una habitante del Londres contemporáneo, aparece en el primer episodio de la serie moderna, como la madre viuda de Rose Tyler, acompañante del Noveno y Décimo Doctor. En la narrativa de la serie, Jackie al principio desconfía del Doctor, pero después le coge cariño. El personaje se marcha al final de la segunda temporada, junto con Rose, en una trama en la que se reúne en un universo paralelo con su marido, que allí perdió a su propia Jackie víctima de los Cybermen.
Al revivir la serie tras los dieciséis años de descanso (1989-2005), el productor ejecutivo Russell T Davies quería darle una historia personal creíble a la acompañante del Doctor y un contexto para sus viajes al pasado y futuro. El personaje de Jackie se creó, junto con el del novio de Rose, Mickey Smith, para mantener la serie asentada en una versión reconocible de la realidad. Al desarrollar a Jackie, Davies incorporó elementos tanto cómicos como trágicos. Tras la marcha de la familia Tyler, Davies estaba animado a traer a Jackie de vuelta junto con Rose en apariciones futuras. Regresa con muchos de los aliados del Doctor en el final de la cuarta temporada, El fin del viaje, y después hará un cameo en El fin del tiempo.

## Apariciones
Se presenta a Jackie en Rose (2005), como la madre soltera de treinta y muchos del personaje que da título al episodio, Rose Tyler (Billie Piper). Después de que el Noveno Doctor (Christopher Eccleston) aparezca en el piso de Jackie en busca de Rose, Jackie intenta seducirle. Después se mete en peligro cuando le atacan los autones, pero se salva cuando Rose y el Doctor destruyen la conciencia alienígena que controla el plástico. Después de que Rose comience a viajar en el espacio y el tiempo con el Doctor, llama por teléfono a Jackie desde una estación espacial en el año cinco mil millones en el futuro. Cuando Rose regresa a Londres, han pasado doce meses. En ese año, Jackie ha organizado una campaña de búsqueda de desaparecidos para encontrar a su hija, y acusó al novio de Rose, Mickey Smith (Noel Clarke), de asesinarla. También sospecha de que el Doctor sea un abusador de menores por internet. Descubre la verdad sobre la nueva vida de Rose tras luchar contra los Slitheen y estar presente con Mickey cuando este organiza un ataque con misiles para destruir a los alienígenas. En el episodio El día del padre aparecen dos versiones más jóvenes de Jackie, también interpretadas por Coduri. Se muestra que cuando Rose era una niña, Jackie le contó historias idílicas sobre su padre fallecido, Peter (Shaun Dingwall). Tras viajar a 1987, Rose descubre que su padre era un inventor fracasado y que el matrimonio de sus padres había sido tormentoso; Jackie sospecha que Peter es un adúltero y también le amenaza con el divorcio. Al final de la temporada de 2005, en El momento de la despedida, Jackie está feliz de tener a Rose en casa después de que el Doctor la devuelva al siglo XXI desde el lejano futuro para protegerla. Se convence de ayudar a Rose a volver a salvar al Doctor después de que ella le mencione su encuentro con su padre, recordándole a Jackie que él intentaría cualquier cosa antes de rendirse.
En el especial navideño de 2005, La invasión en Navidad, Jackie se queda perpleja ante la nueva encarnación del Doctor (David Tennant), y se preocupa por los efectos secundarios de su regeneración. Cuando se recupera, Jackie se alegra por Rose porque pueda continuar sus viajes con él. En La ascensión de los Cybermen y La edad del acero (2006), Coduri interpreta a una versión de Jackie de un universo paralelo, que es rica y famosa porque en ese universo Peter tuvo éxito con sus inventos. Esta versión de Jackie pretende mantener una fachada, ocultando que su matrimonio se deteriora, negando que cumple cuarenta años, y castigando a Rose por hablar con ella mientras está disfrazada de camarera. Rose y el Peter paralelo intentan salvarla cuando los Cybermen lo invaden, pero pierde la vida durante el ataque. En Amor y monstruos, Jackie expresa la dureza y la soledad de quedarse atrás con su hija. Después de enterarse de que un interés romántico, Elton Pope (Marc Warren), solo se acercó a ella para encontrar a Rose y al Doctor, Jackie le echa de su casa, diciendo que su prioridad es defenderles a ambos. En El ejército de fantasmas, Jackie, por descuido es llevada en la TARDIS al instituto Torchwood donde el Doctor se la lleva de investigación. En El juicio final, por la invasión de los Cybermen del universo paralelo, los muros entre los universos se rompen y Jackie conoce a la versión paralela de Peter. La derrota de las facciones enfrentadas entre ellas de los Cybermen y los Daleks provocan que Jackie sea enviada al universo paralelo, donde Rose se ve atrapada más tarde. En el epílogo se menciona que Jackie está viviendo una relación con Peter y que están esperando un niño.
En el final de la cuarta temporada, El fin del viaje (2008), Jackie regresa a su universo original con Mickey para encontrar a Rose que ha regresado para evitar que los Daleks destruyan toda la realidad. Acostumbrada a llevar una gran arma de fuego, Jackie hace explotar a un Dalek para salvar a la antigua acompañante Sarah Jane Smith (Elisabeth Sladen). Después de que un clon medio humano del Doctor destruya a los Daleks, Jackie regresa al universo paralelo con Rose, que recibe la tarea de curar emocionalmente al nuevo Doctor. Se revela que el nuevo hijo de Jackie y Peter ya ha nacido y se llama Tony. El personaje hará un cameo en la última historia de David Tennant, El fin del tiempo (2010), cuando el moribundo Décimo Doctor visita el barrio en el año nuevo de 2005 para despedirse por última vez de Rose.

## Caracterización
Al crear a Rose como la nueva acompañante para el regreso de Doctor Who en 2005, el productor ejecutivo Russell T Davies pensó que era necesario examinar las cuestiones de "¿le echará de menos su familia?" y "¿ha desaparecido?", que pensaba que eran preguntas inevitables. Davies creó a Jackie y Mickey y proporcionó una historia estructurada en la que Rose volvería frecuentemente a ellos para hacerla "real" y para "darle una vida". A pesar de que a veces escribía a Jackie como un personaje cómico, Davies escogió examinar los aspectos más triste del personaje, como su soledad y su resistencia a dejar que Rose se vaya. En su libro The Writer's Tale, Davies asevera que la comedia y la tristeza suelen ser inseparables y dice que aunque "Jackie Tyler nos hace reír", sabía que "descubriría algo triste en su corazón". Argumenta que ya incluso desde Rose, Jackie está "atando a Rose", citando la sugerencia de que su hija trabaje en una carnicería. Hablando del intento de Jackie de seducir al Doctor, Camille Coduri dice que su personaje "se siente atraída por él" y en general "le gusta la compañía de los hombres y siempre está buscando a su príncipe azul".
La actriz Billie Piper piensa que en la primera temporada la relación entre Rose y Jackie es "la normal entre cualquier madre e hija" en el sentido de que a pesar de lo mucho que Rose quiere a su madre, "también está ese resentimiento ahí", porque Jackie intenta evitar que "siga adelante". Coduri pensó que Jackie compartía algunos rasgos con ella misma, ya que es "muy protectora de sus hijos" y "un poco descarada". Promocionando su papel en el especial navideño de 2005, Coduri describió a Jackie como que "no era muy buena en una crisis" y "un poco gritona" en contraste con Rose que está dispuesta a salvar el mundo. En los comentarios de El ejército de fantasmas, Davies se mostró entusiasmado de tener a Jackie a bordo de la TARDIS. Dijo que "se moría" por que Jackie tomara el lugar de Rose por un episodio. Para explicar el que Torchwood no se dieran cuenta de que Jackie no era Rose, Davies preparó el guion de Amor y monstruos para mencionar que los ficheros de Torchwood sobre Rose se habían corrompido por el virus Lobo Malo.
Davies había planeado que el personaje volviera al final de la cuarta temporada desde que los episodios comenzaron a concebirse y había pedido a Coduri que reservara cuatro semanas para el rodaje. En enero de 2008, cuando aún estaba escribiendo los guiones, Davies se "aterró al ver que no había sitio para Jackie" y que su aparición iba a reducirse a una sola escena en la Bahía del Lobo Malo al final de El fin del viaje. También le preocupaba que porque ahora el personaje tenía un hijo pequeño, no habría tenido sentido dramáticamente para ella "entrar en el fragor de la batalla". Finalmente, decidió emparejar al personaje con Mickey y Sarah Jane y razonó que buscar a su hija era motivación suficiente para ella para involucrarse en el conflicto. Al regresar a la serie en 2008 para El fin del viaje, Coduri al principio pensó que era "raro" volver a interpretar a Jackie. La describe como "más valiente" en este episodio, pero asustada de "perder a Rose para siempre". Cuando en 2011 le preguntaron si volvería a la serie, Coduri dijo que volvería si se lo pidieran, pero pensó que era poco probable porque "le habían traído de vuelta para despedirse ya dos veces" y pensaba que la historia estaba ya bien atada.

## Recepción
James Chapman identifica la presencia de Jackie y Mickey como parte del intento de Davies de "crear un contexto social" para Rose. En un ensayo de 2006 titulado Jackie Tyler leaves the TV On, el guionista y escritor Paul Cornell nota que aunque a algunos fanes les gustaría verla menos tiempo dedicado a la familia de Rose, Jackie es emblemática en una sección del target demográfico de la nueva Doctor Who. En Journal of Commonwealth Literature Lindy A. Orthia observa que "el giro cultural" de Jackie es parte del grupo de acompañantes introducidos en la era de Davies de Doctor Who que eran "sacados de una visión cosmpolita" en el sentido en que eran todos "de color, gays o de clase obrera". Orthia dice que aunque acompañantes de clase obrera ya habían aparecido anteriormente en el programa, "ninguno eran trabajadores sin talento, ni pasando penurias económicas ni desempleados como Rose, Donna y Jackie". Kay McFadden de The Seattle Times pensó que el personaje estaba "anticuado" y era "déspota" en el primer episodio, mientras que SFX Magazine describió la aparición del personaje en El fin del mundo como un "momento maravilloso" que recordaba a la audiencia el contexto de la aventura. Charles McGrath del New York Times, en una crítica de Rose y El fin del mundo, describió a Jackie como "vanidosa" y "ligera de cascos". En su guía no autorizada de Doctor Who moderno, Graeme Burk y Robert Smith identifican Alienígenas en Londres y Tercera Guerra Mundial como un punto de inflexión en el personaje desde el respiro cómico a un personaje con el que "la audiencia se identifique y les importe". Para los autores, el momento en que Jackie y Mickey se quedan detrás del "sueño loco de Rose" en El momento de la despedida es "el momento de levantarse y aplaudirlos para despedirles".
El crítico de SFX Nick Setchfield alabó la "voz populista" de Davies en relación con la caracterización de Jackie en Amor y monstruos diciendo que "hay algo perfecto sobre Jackie seduciendo a Elton con los encantos de Asda de Il Divo". Comentó que el guion tenía algo "genuinamente emotivo sobre la desesperación de Jackie" que estaba "bien interpretada por Coduri". De forma similar, Ahsan Haque de IGN pensó que "la atención" de Jackie "en buscar la atracción de Elton estuvo extremadamente bien llevada". Burk y Smith identifican el discurso de Jackie de "porque es duro" como "la mejor interpretación de Coduri en la serie, sin discusión" opinando que la actriz "infunde a sus escenas con una brillantez cómica, reflejo de anhelo y enfado crudo, todo en el espacio de unos pocos minutos". Pensaron que Davies mantiene "sus elementos humorísticos intactos y muestra el dolor agridulce que sobresale por debajo". En su crítica de El ejército de fantamas, Arnold T Blumberg, escribiendo para la revista Now Playing, observa que el personaje "llega a ser acompañante por un poco de tiempo" y "hace con ello también un trabajo magnífico". Burk y Smith listan el reencuentro y primer encuentro al mismo tiempo entre Jackie y Peter en El juicio final como uno de los puntos álgidos del episodio, diciendo que la escena "canta de júblio" a través de las interpretaciones de Coduri y Dingwall. Comentando la involucración de Jacki en El fin del viaje, Travis Fickett observó que el momento en que el Doctor le dice a Jackie que se mantenga alejada de la consola de la TARDIS fue "un momento divertido", aunque pensó que tener tantos personajes presentes en el episodio era "un poco raro". Dave Golder de SFX dijo que "no tener suficiente Jacqui (sic)" fue uno de los puntos negativos del episodio.
Los críticos también han comparado a Jackie con el personaje de la madre de Donna Noble, Sylvia (Jacqueline King) que apareció semiregularmente durante la cuarta temporada. Alan Stanley Blair de Airlock Alpha, remarcó en el estreno de Compañeros de delitos que Sylvia "no tiene el mismo estilo" que Jackie. Charlie Jane Anders de io9 comenta que hasta el episodio Gira a la izquierda, Sylvia parecía "una copia mala de Jackie Tyler" a la que le faltaba la "calidez fresca" de Jackie. Sobre el papel de ella en la serie, Jon Wise, de la revista People  opinó que Coduri "le añade algo de sexy" al papel de la madre de Rose. En una entrevista con Coduri, la revista Gay Times dijo que ella es "querida" por la comunidad gay por su papel como Jackie, algo que la actriz pensó que era un "privilegio". La exposición de Coduri cuando interpretaba el personaje hizo que la reconocieran frecuentemente por la calle. La actriz también comentó que recibió "montones de cartas de los fans, la mayoría de hombres" que se referían más "al lado romántico y respetuoso que al de 'bajarse los pantalones'".